# 萊克維尤斯普林 (印地安納州)
萊克維尤斯普林（英語：Lakeview Spring）是位於美國印地安納州科西阿斯科縣的一個非建制地區。該地的面積和人口皆未知。